# Astra ADT 16
L'Astra ADT 16 est le premier tombereau articulé fabriqué par le constructeur italien Astra SpA, filiale du groupe IVECO. Il a été lancé en 1995 et servi de base à la réalisation de la gamme ADT 25/30/35/40 en 2000. Comme ses principaux concurrents le Volvo A40D et le Caterpillar 740, il dispose d'une cabine centrale.

## Caractéristiques techniques
| Astra ADT 16             | Astra ADT 16            |
| Châssis                  | Châssis                 |
| ------------------------ | ----------------------- |
| Carrosserie              | Tombereau articulé 4x4  |
| Coffre                   | Benne                   |
| Masse totale à vide      | 9,20 t                  |
| Pneus                    | 20,5 R 25 ou 25/65 R 25 |
| Jantes                   | 17,5 x 25               |
| Dimensions               |                         |
| L × l × H                | 7,15 × 2,50 × 3,26 m    |
| Garde au sol             | 49 cm                   |
| Moteur                   |                         |
| Type                     | Diesel Cummins 6BT      |
| Cylindrée                | 5 880 cm3               |
| Puissance                | 102 kW (137 ch)         |
| Régime                   | 2 000 tr/min            |
| Performances             |                         |
| Charge utile             | 14,0 t                  |
| Capacité de la benne     | 10,0 m3                 |
| Masse maximum en service | 23,2 t                  |
| Vitesse maximum          | 48 km/h                 |